# Jhālu
Jhālu är en ort i Indien.   Den ligger i distriktet Bijnor och delstaten Uttar Pradesh, i den norra delen av landet, 120 km nordost om huvudstaden New Delhi. Jhālu ligger 241 meter över havet och antalet invånare är 20 356.
Terrängen runt Jhālu är mycket platt. Runt Jhālu är det tätbefolkat, med 819 invånare per kvadratkilometer. Närmaste större samhälle är Bijnor, 9,6 km väster om Jhālu. Trakten runt Jhālu består till största delen av jordbruksmark.